# هنری هویل هاورث
هنری هویل هاورث (به انگلیسی: Henry Hoyle Howorth) همکار انجمن سلطنتی، انجمن آثار باستانی لندن و دارنده برجسته‌ترین نشان امپراتوری هند، سیاستمدار محافظه‌کار، بریستر، مورخ و زمین‌شناس بریتانیایی بود.

## زندگی‌نامه
وی در شهر لیسبون پرتغال در خانواده ثروتمندی به دنیا آمد. او تحصیلات ابتدایی را مدرسه روسال و تحصیلات عالی خودش را در رشته حقوق به پایان رسانیده‌است. هاورث دایی سر ادموند رونالد لیچ بود.
وی در سیاست محافظه‌کار بود و در سال ۱۸۸۶ به عنوان نماینده محافظه کار پارلمان سالفورد جنوبی انتخاب شد. وی پیش از بازنشستگی در انتخابات عمومی ۱۹۰۰، در سال ۱۸۹۲ و ۱۸۹۵ مجدداً انتخاب گردیده بود.
هاورث جدا از قانون و سیاست، علاقه شدیدی به باستان‌شناسی، تاریخ، سکه‌شناسی و مردم‌شناسی داشت. او نویسنده ای پرکار بود و مقالاتی زیادی را نوشته‌است.
هاورث نظرات خود را در صفحات روزنامه تایمز، با نام مستعار «محافظه کار منچستر» نشر می‌کرد. وی در سال ۱۸۶۹ با کاترین بریرلی ازدواج کرد و صاحب سه پسر شد که یکی از آنها سر روپرت هوورث بود. سر هنری هاورث در ژوئیه ۱۹۲۳ در سن ۸۱ سالگی درگذشت و در قبرستان پوتنی ویل به خاک سپرده شد.

## آثار
مقالات و کتاب‌های که توسط هاورث نوشته شده‌است قرار زیر است:
دربارهٔ مغولستان:
- H.H. هاورث (霍渥斯), تاریخ مغول‌ها (در سه جلد، ۱۸۷۶–۸۸):
  - مغول‌ها و قلموق‌ها (蒙古史) (ویراست ریپرینت). 文殿閣書莊. ۱۸۸۸.
- H.H. هاورث، تاریخ چنگیزخان و نیاکانش.